# Dobrava (gmina Radeče)
Dobrava – wieś w Słowenii, w gminie Radeče. W 2018 roku liczyła 50 mieszkańców.